# Захват в Северном море
«Захват в Северном море» (англ. North Sea Hijack) — приключенческий фильм 1979 года Эндрю В. МакЛаглена, снятый по новелле Джека Дейвиса «Эстер, Рут и Джениффер». За пределами Великобритании фильм вышел под названием Ffolkes, на территории США — Assault Force.
В России в четверг 21 марта 1996 года фильм был показан на ОРТ с собственным закадровым переводом.

## Сюжет
Руфус Экскалибур ффолкс (Роджер Мур) исполняет обязанности внештатного консультанта сил флота Британской Короны. К нему поступает запрос о разработке плана действий на случай непредвиденных обстоятельств на североморской платформе по добыче нефти… .

## Актерский состав
| В ролях        |  | Персонаж |
| -------------- |  | --- |
| Роджер Мур     |  | Руфус Экскалибур ффолкс |
| Джеймс Мэйсон  |  | адмирал |
| Энтони Перкинс |  | Лу Крамер |
| Майкл Паркс    |  | Гарольд Шульман |
| Дэвид Хедисон  |  | Роберт Кинг |
| Джек Уотсон    |  | капитан Олафсен |
| Фэйт Брук      |  | премьер-министр (выбор женщины-премьера возможно объясняется тем, что на момент съемок премьер-министром Великобритании была Маргарет Тэтчер) |
| Лиа Броди      |  | Санна |